# خلل الأحبال الصوتية
خلل الأحبال الصوتية (VCD) هي حالة تؤثر على الأحبال الصوتية، تتميز بإغلاق غير طبيعي للأحبال الصوتية، مما يؤدي إلى صعوبات كبيرة واضطرابات أثناء التنفس وخاصة أثناء الشهيق.
بسبب التشابه في الأعراض، غالبًا ما يتم الخلط بين نوبات خلل الأحبال الصوتية ونوبات الربو أو تشنج الحنجرة. ولا تكون أعراض خلل الأحبال الصوتية دائمًا موجودة، بل تظهر عادة على شكل "نوبات" عرضية، حيث يكون المريض مصابًا بالأعراض لفترة قصيرة. ورغم تحديد عوامل مساهمة عدة، إلا أن السبب الدقيق لهذه الحالة لا يزال غير معروف.
تشمل عملية تشخيص خلل الأحبال الصوتية مجموعة من التقييمات، مثل اختبارات وظائف الرئة، التصوير الطبي، وتقييم أو تصوير الأحبال الصوتية أثناء حدوث النوبة باستخدام تقنية تنظير الحنجرة بالفيديو. وتساعد هذه التقييمات أيضًا في استبعاد حالات أخرى قد تؤثر على الشعب الهوائية العلوية والسفلية.
غالبًا ما يشمل علاج خلل الأحبال الصوتية مزيجًا من الأساليب السلوكية، الطبية، والنفسية، بمشاركة متخصصين مثل طبيب الأنف والأذن والحنجرة، أخصائي نفسي، وأخصائي النطق واللغة. وعلى الرغم من قلة المعلومات المتوفرة حول معدل حدوث وانتشار هذا الخلل، إلا أنه يُعرف بأنه يحدث بشكل أكثر شيوعًا لدى الشابات.

## الأعراض
تشمل أعراض خلل الأحبال الصوتية قصر النفس، وضيق التنفس، والسعال، والشعور بضيق في الحلق، وتلوّن الجلد بسبب نقص الأكسجين (زرقة)، وضوضاء أثناء الاستنشاق (صرير)، وفي الحالات الشديدة قد يصل الأمر إلى فقدان الوعي. يُعرف التشخيص التفريقي لهذه الحالة أيضًا بـ "الحركة التناقضية لطيات الصوت" (PVFM) أو "تناقض حركة الأحبال الصوتية" (PVCM). كما تتشابه الأعراض مع حالات أخرى مثل تورم طيات الصوت نتيجة الحساسية، الربو، انسداد طيات الصوت، أو التهاب الحلق. عند الاشتباه بهذه الحالة، يتم إجراء تقييم شامل يشمل فحص طيات الصوت (صندوق الصوت)، خصوصًا لدى الأفراد الذين يعانون من صعوبة مستمرة في الشهيق، مع استبعاد الأسباب العصبية مثل ضغط جذع الدماغ أو شلل الدماغ.
يمكن أن تظهر نوبات خلل الأحبال الصوتية فجأة أو تتطور تدريجيًا، ولها محفزات متعددة. من بين الأسباب الأولية المحتملة: الارتجاع المعدي المريئي، الارتجاع خارج المريء، التعرض لمسببات الحساسية أو استنشاقها، التنقيط الأنفي الخلفي، ممارسة الرياضة، أو الحالات العصبية التي تسبب صعوبة الشهيق أثناء الاستيقاظ.
أشارت بعض الدراسات إلى أن التوتر أو القلق يُعتبر أحد الأسباب الرئيسية لهذه الحالة، لكن الدراسات الحديثة تُرجح وجود أسباب بدنية. وقد لوحظ أن هذا الاضطراب يحدث في جميع الفئات العمرية، من الطفولة إلى الشيخوخة، بما في ذلك الأطفال الرضع، مما يدعم الاعتقاد بأن السبب قد يكون فسيولوجيًا، مثل الارتجاع أو الحساسية. كما أن بعض الأدوية، مثل مضادات الحساسية، قد تزيد من جفاف الأغشية المخاطية، مما يؤدي إلى زيادة تهيج الأحبال الصوتية وفرط حساسيتها.
تتشابه هذه الحالة مع أمراض أخرى، مثل الربو، الحساسية المفرطة، انخماص الرئتين، الانصمام الرئوي، والانصمام الدهني، مما يؤدي أحيانًا إلى تشخيص غير دقيق وعلاج غير مناسب. في بعض الحالات، تُشخص خطأً على أنها ربو، لكنها لا تستجيب لعلاجات الربو مثل موسعات الشعب الهوائية والمنشطات. بين البالغين، تُشخص النساء غالبًا بهذه الحالة، بينما يُربط ظهورها لدى الأطفال والمراهقين بالمشاركة في الرياضة التنافسية أو عوامل أسرية تتعلق بالضغوط.
غالبًا ما يحدث خلل الأحبال الصوتية مع الربو في حوالي 40% من الحالات، مما يؤدي أحيانًا إلى تشخيص الربو فقط بشكل خاطئ. يمكن حتى للأطفال التمييز بين نوبات الربو (التي تبدأ بصعوبة الزفير) ونوبات خلل الأحبال الصوتية (التي تبدأ بصعوبة الشهيق). معرفة الفرق بين الحالتين يساعد المرضى على استخدام جهاز الاستنشاق المناسب أو اللجوء إلى تمارين التنفس المخصصة، التي يتم تدريبها تحت إشراف متخصص في النطق.

## التشخيص
أكثر استراتيجيات التشخيص فعالية هي إجراء تنظير الحنجرة أثناء نوبة، حيث يمكن عندها ملاحظة الحركة غير الطبيعية للأحبال الصوتية إذا كانت موجودة. إذا لم يتم إجراء التنظير أثناء النوبة، فمن المحتمل أن تكون الأحبال الصوتية تتحرك بشكل طبيعي، مما يؤدي إلى نتيجة سلبية خاطئة.
قد يكون قياس التنفس مفيدًا أيضًا لتأكيد تشخيص خلل الأحبال الصوتية عند إجرائه أثناء الأزمة أو بعد اختبار تحفيز الأنف. من خلال قياس التنفس، قد يظهر منحنى الزفير تسطيحًا أو تقعرًا عندما يتأثر الزفير في حالات الربو، وبالمثل قد يظهر منحنى الشهيق تقصيرًا أو تسطيحًا في حالات أخرى. بالطبع، قد تكون الاختبارات سلبية في حالة غياب الأعراض.

## العلاج
بمجرد تأكيد تشخيص خلل الأحبال الصوتية من قبل مختص طبي، يمكن تنفيذ خطة علاجية محددة. إذا كان خلل الأحبال الصوتية ناتجًا عن حالة مرضية أساسية مثل الربو، أو ارتجاع المريء، أو التنقيط الأنفي الخلفي، فمن المهم علاج الحالة الأساسية، لأن ذلك سيساعد في السيطرة على أعراض خلل الأحبال الصوتية.
تشمل العلاجات التقليدية لخلل الأحبال الصوتية نهجًا متعدد التخصصات، مثل علاج النطق، العلاج النفسي، العلاج السلوكي، استخدام أدوية مضادة للقلق والاكتئاب، التدخلات الطبية، والتنويم المغناطيسي. ومع ذلك، لا يوجد نهج موحد للعلاج، فالمعلومات المستمدة من الدراسات العشوائية محدودة.